# 阿特爾河
48°1′20″N 12°10′41″E / 48.02222°N 12.17806°E

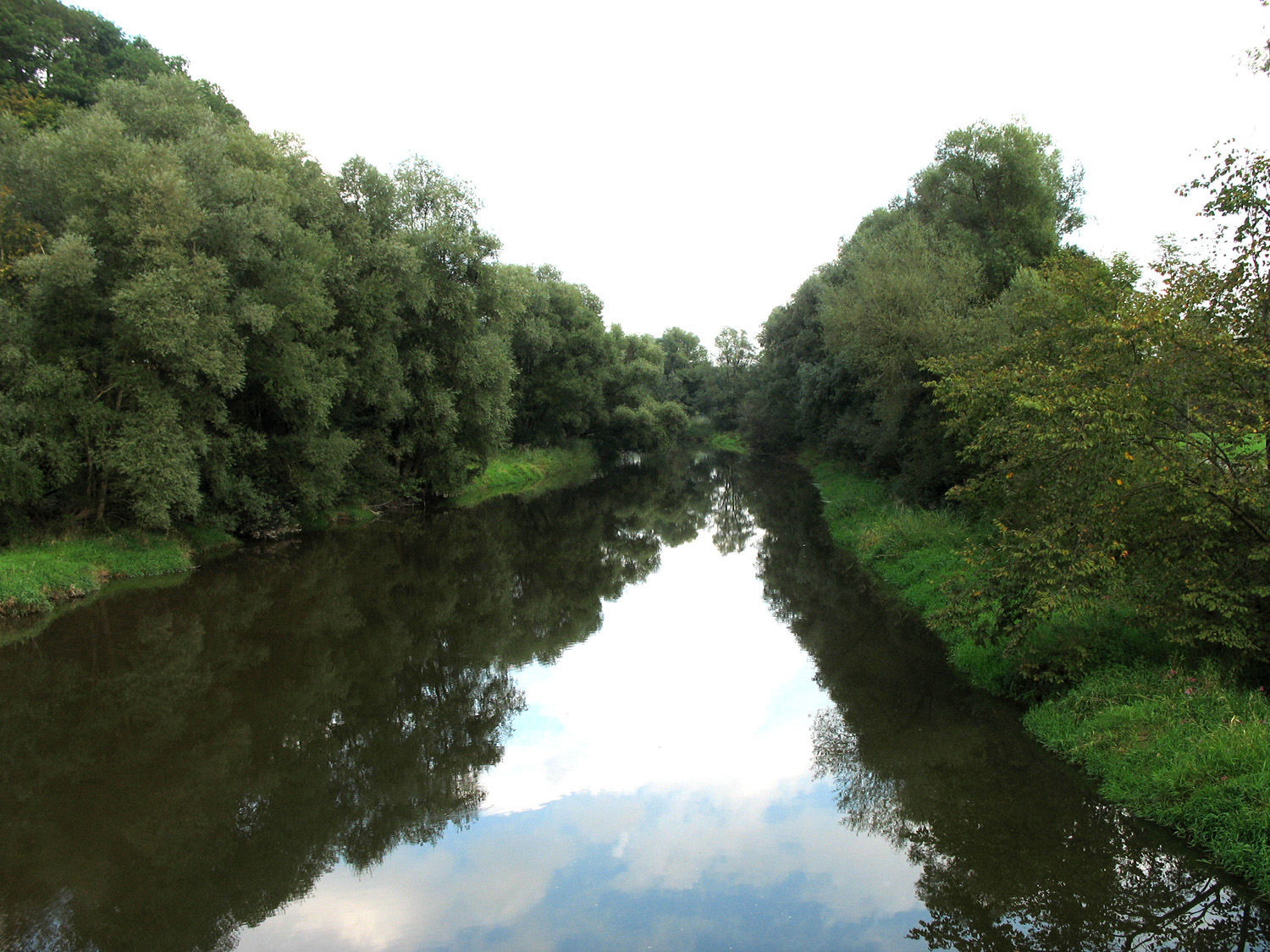

阿特爾河（德語：Attel），是德國的河流，位於該國東南部，由巴伐利亞負責管轄，該河屬於因河的左支流，河道全長39.6公里，流域面積330.7平方公里。